# Kulturrat NRW
Der Kulturrat NRW e. V. ist ein nordrhein-westfälischer Dachverband von landesweiten Kulturorganisationen, Landesgruppen von Berufsverbänden und nicht-kommerziellen kulturellen und kulturpolitischen Institutionen mit Landesbezug. Er hat sich zum Ziel gesetzt, Kunst und Kultur in der Landespolitik zur Geltung zu bringen. Der Kulturrat NRW hat seinen Sitz in Düsseldorf; die Geschäftsführung ist bei der RheinEnergieStiftung Kultur in Köln angesiedelt.

## Struktur
Der Kulturrat NRW führt ausschließlich juristische Personen als Mitglieder. Ihm gehören rund 80 institutionelle Mitglieder an, die sich einer der sieben Sektionen (Musik, Tanz, Theater, Medien, Literatur, Bildende Kunst und Spartenübergreifende Kultur / Soziokultur) zugeordnet haben. Mitglieder des Kulturrats NRW e.V. sind Landesverbände, Landesgruppen und vergleichbare Institutionen, die im Bereich Kultur tätig sind, Bedeutung für das Kulturleben in Nordrhein-Westfalen haben und landesweite Aktivitäten nachweisen können. Auf eigenen Sektionsversammlungen werden Sektionssprecherinnen und Sektionssprecher gewählt, die als Vertreter der jeweiligen Sparte in die Vorstandssitzungen entsandt werden. Den geschäftsführenden Vorstand bilden ein Vorsitzender bzw. eine Vorsitzende und zwei Stellvertreter, die von der Delegierten- und Mitgliederversammlung gewählt werden. Die Sprecherinnen und Sprecher der jeweiligen Sektion sind automatisch Mitglied des Gesamtvorstandes des Kulturrats NRW.
Der Kulturrat NRW e.V. sieht seine Aufgabe darin, der Kunst und Kultur im Bundesland Nordrhein-Westfalen mehr Geltung zu verschaffen und die Voraussetzungen für ihre Entwicklung zu fördern. Die aktuellen Arbeitsfelder umfassen die Themen Demokratiestärkung, Digitalisierung, Kulturelle Bildung, Individuelle Künstlerförderung und Diversität.

## Geschichte
Der Kulturrat NRW wurde nach zweijähriger Vorbereitungszeit auf einer Gründungsversammlung in zwei Teilen am 23. August und am 19. September 1996 in Düsseldorf gegründet und ist dort im Vereinsregister eingetragen (VR 8297 vom 3. Juni 1997).
Erster Vorsitzender war der Kölner Kulturpolitiker Hans-Georg Bögner. Zu seinem Nachfolger wurde am 1. Juli 2005 der Vorsitzende Gerhart Baum gewählt. 2021 feierte der Kulturrat NRW sein 25-jähriges Bestehen.

## Tätigkeit
Der Kulturrat NRW will dazu beitragen, Kunst und Kultur in Nordrhein-Westfalen zu fördern und zu sichern, die Vielfalt und Qualität der kulturellen Infrastruktur des Landes unterstützen, zum Informations- und Erfahrungsaustausch der Kunst- und Kulturorganisationen beitragen und kulturpolitische Interessen in der Öffentlichkeit und gegenüber der Landespolitik zu vertreten.
Daher steht der Kulturrat NRW in ständigem Dialog mit dem NRW-Kulturministerium, den kulturpolitischen Sprechern der Parteien im Landtag und anderen Akteuren der Kulturpolitik. Er führt landesweite, aber auch länderübergreifende kulturpolitische Veranstaltungen durch. Der Vorstand des Kulturrats NRW war 2014 in die Beratungen zum Kulturfördergesetz NRW einbezogen, ebenso in die Entwicklung des 2021 verabschiedeten Kulturgesetzbuchs NRW.
Der Kulturrat NRW fördert die bundesweite Vernetzung von Landeskulturräten. Er ist u. a. im WDR-Rundfunkrat vertreten.

## Tagungen und Veranstaltungen (Auswahl)
- NRW-Kultur-Tage. (11. bis 20. Juni 1998, Köln, Essen, Düsseldorf, Duisburg, Dortmund, Krefeld, Detmold, Bielefeld)
- Netze – Stricke – Schlingen: Kooperationsfelder der Kulturpolitik. (Hearing, 30. März 2000, in Kooperation mit der Kulturpolitischen Gesellschaft, Köln)
- Cool – Kult – Kunst?! Jugendliche als Kulturpublikum. (Tagung, 3. bis 4. Juli 2002, in Kooperation mit der Stiftung Kunst und Kultur des Landes NRW, Düsseldorf)
- Sehen und gesehen werden! Transparenz und Kooperation in Kunst – Kultur – Kulturpolitik. (Tagung, 24. November 2003, Köln)
- Im Westen was Neues? NRW im Wettstreit der Kulturregionen. (Podiumsdiskussion, 8. September 2006, in Kooperation mit der Kulturpolitischen Gesellschaft e. V., Bonn)
- Künstliche Paradiese? Kultur in NRW zwischen Wunsch und Wirklichkeit. (Podiumsdiskussion, 5. November 2008, in Kooperation mit der Westdeutschen Allgemeinen Zeitung)
- Autorinnen und Interpretinnen als Global Players zwischen Kulturförderung und Kreativwirtschaft? (15. April 2010, in Kooperation mit dem Landesmusikrat NRW e. V.)
- Kunst und  Kultur in NRW! Was haben Westfalen und das Münsterland damit zu tun? (16. März 2009, Münster)
- Fachtagung zur Studie „Der WDR als Kulturakteur“ (2010, Köln)
- 20-jähriges Jubiläum mit Preisverleihung Videowettbewerb „Querbeet“ (9. Dezember 2016, Köln)
- "Digitale Kultur – Kultur des Digitalen, Tagung (6. September 2018, Düsseldorf, Robert-Schumann-Hochschule)
- „Demokratie und Kultur“, Diskussionsabend (8. Mai 2019, Köln)
- „Wenn kulturelle Bildung gut läuft ...“ (Oktober 2019, Köln)
- Corona-Sprechstunde für Kulturschaffende (2020–2022)
- „Zukunft.KULTUR.NRW – Neue Perspektiven der Kulturpolitik“ I + II, Online-Konferenzen (5. Mai 2021, 1. Dezember 2021, in Kooperation mit dem Städtetag NRW, mit dem NRWKultursekretariat und dem Kultursekretariat Gütersloh)
- „Kultur fragt Politik – NRW vor der Wahl 2022“ und 25-jähriges Jubiläum (29. April 2022, Köln)

## Veröffentlichungen des Kulturrats NRW (Auswahl)
- Pressedokumentation der NRW-Kulturtage vom 11. bis 20. Juni 1998. Köln 1998
- Cool – Kult – Kunst?! Jugendliche als Kulturpublikum. Dokumentation. Stiftung Kunst und Kultur des Landes NRW, Düsseldorf 2003
- Im Westen was Neues? Dokumentation der Podiumsdiskussion vom 8. September im Haus der Geschichte, Bonn. Köln 2006 (CD-Rom)